# Pevensey Castle
El castell de Pevensey és una fortalesa medieval d'origen romà i saxó situada prop de la costa a Pevensey, al comtat anglès de Sussex Oriental. És un monument llistat com a English Heritage, la categoria de monuments protegits anglesa, i està obert al públic.
Construït cap a final el segle iii fou anomenat pels romans Anderitum, sembla que el fort va ser la base d'una flota naval anomenada Classis Anderidaensis.
Les raons exactes perquè es va construir no són pas clares. Durant molt de temps s'ha pensat que formava part d'un sistema defensiu de la costa britànica i gal·la contra els atacs dels pirates saxons. A principi del segle xxi, una nova hipòtesi pretén que Anderitum i altres forts costaners saxons van ser erigits per l'usurpador CarausiPlantilla:Fields, un comandant que va fer un últim i infructuós intent d'impedir que l'imperi romà reprengués el control de Britània.
Anderitum va quedar arruïnat cap al final de la presència romana a Britània, però va ser recuperat pels normands cap a l'any 1066, per als que va ser un baluard estratègic. Dins dels murs romans van construir una torre i una fortificació de pedra que van ser objecte de diversos setges. Encara que els defensors van ser obligats a rendir-se per fam en dues ocasions, mai no va ser pres a l'assalt amb èxit.
El castell va ser parcialment demolit al segle xiii i va estar més o menys ocupat fins al segle xvi. Al segle xx era en estat de ruïna total i l'any 1925 va ser comprat per l'estat.

En el període 1940 i 1945, durant la Segona Guerra Mundial, la fortificació va tornar a ser ocupada per tropes de la Home Guard —força de defensa britànica—, dels exèrcits britànic i canadenc i del Cos Aeri de l'Exèrcit dels Estats Units. Sobre els murs romans i medievals van instal·lar-hi nius de metralladores per a controlar la plana circumdant i defensar la zona d'una eventual invasió alemanya.

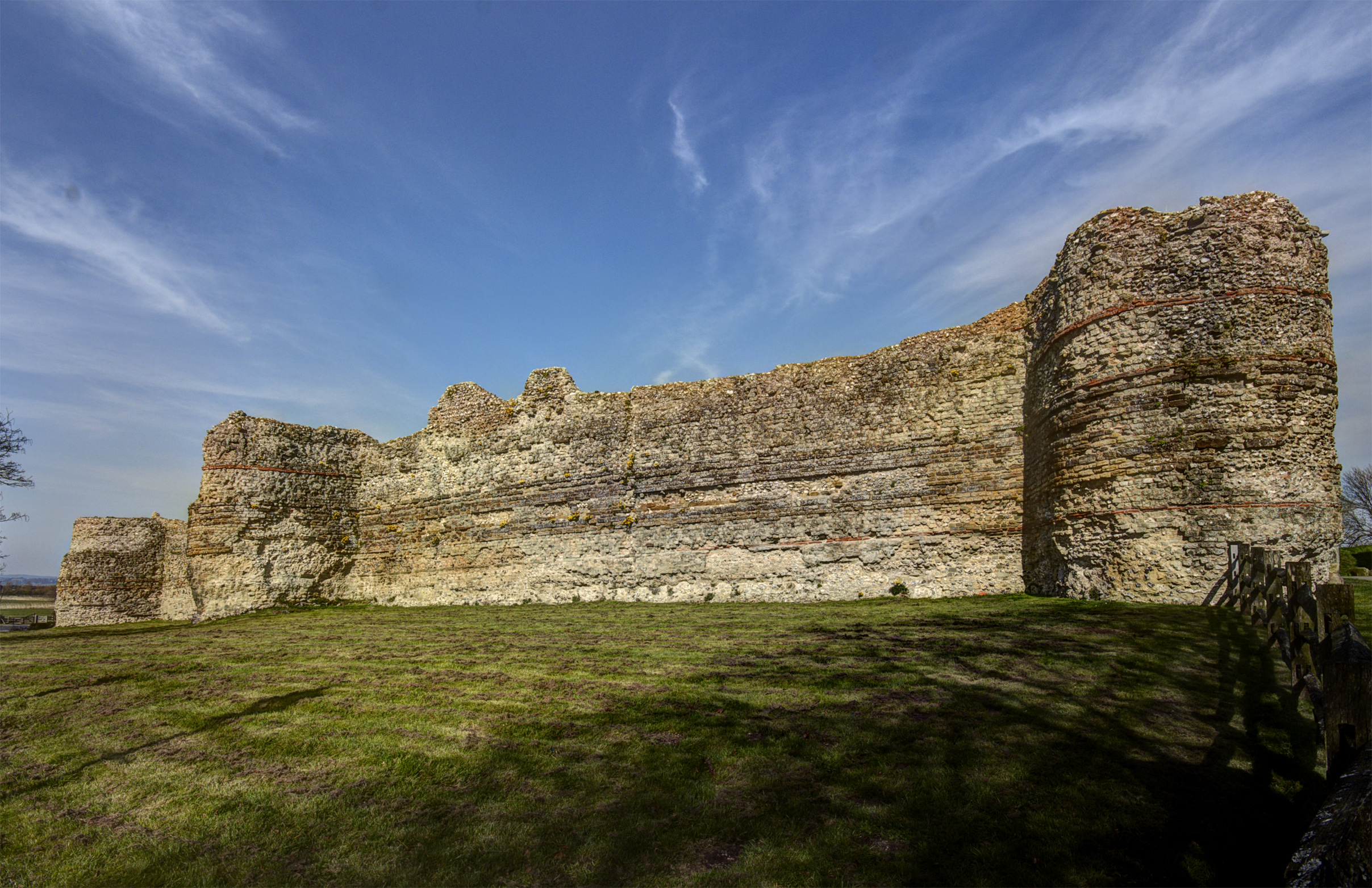
El mur cortina oest romà del castell de Pevensey